# Wellington
 Denne artikel omhandler New Zealands hovedstad. Opslagsordet har også en anden betydning, se Wellington (flertydig).
Wellington har siden 1865 været New Zealands hovedstad.
Byen ligger på sydspidsen af Nordøen i landets geografiske midtpunkt og har 216.200(2023)indbyggere. I alt dækker byen et areal på omkring 290 km².
Wellington er verdens sydligste hovedstad.

## Historie
Byen er opkaldt efter den engelske hertug Wellington, der vandt Slaget ved Waterloo.
I 1848 og 1855 blev byen udsat for voldsomme jordskælv, det største målte mindst 8,2 på Richter-skalaen.

### Wellington som hovedstad
Wellington blev New Zealands officielle hovedstad i 1865 efter Auckland, der havde været det siden 1840. Dengang havde Wellington kun 4.900 indbyggere og er landets tredjestørste by efter Auckland og Christchurch. Grunden til at hovedstaden blev flyttet var primært at få en hovedstad tættere på Sydøen (og dens guldminer). Parlamentet mødtes første gang i Wellington i 1862. Byen blev hovedstad tre år senere.

## Galleri
- Luftbillede af Wellington-regionen
- Wellington Domkirke